# Sanlúcar la Mayor
Sanlúcar la Mayor é um município da Espanha na província de Sevilha, comunidade autónoma da Andaluzia, de área 137 km² com população de 12221 habitantes (2004) e densidade populacional de 85,01 hab/km².

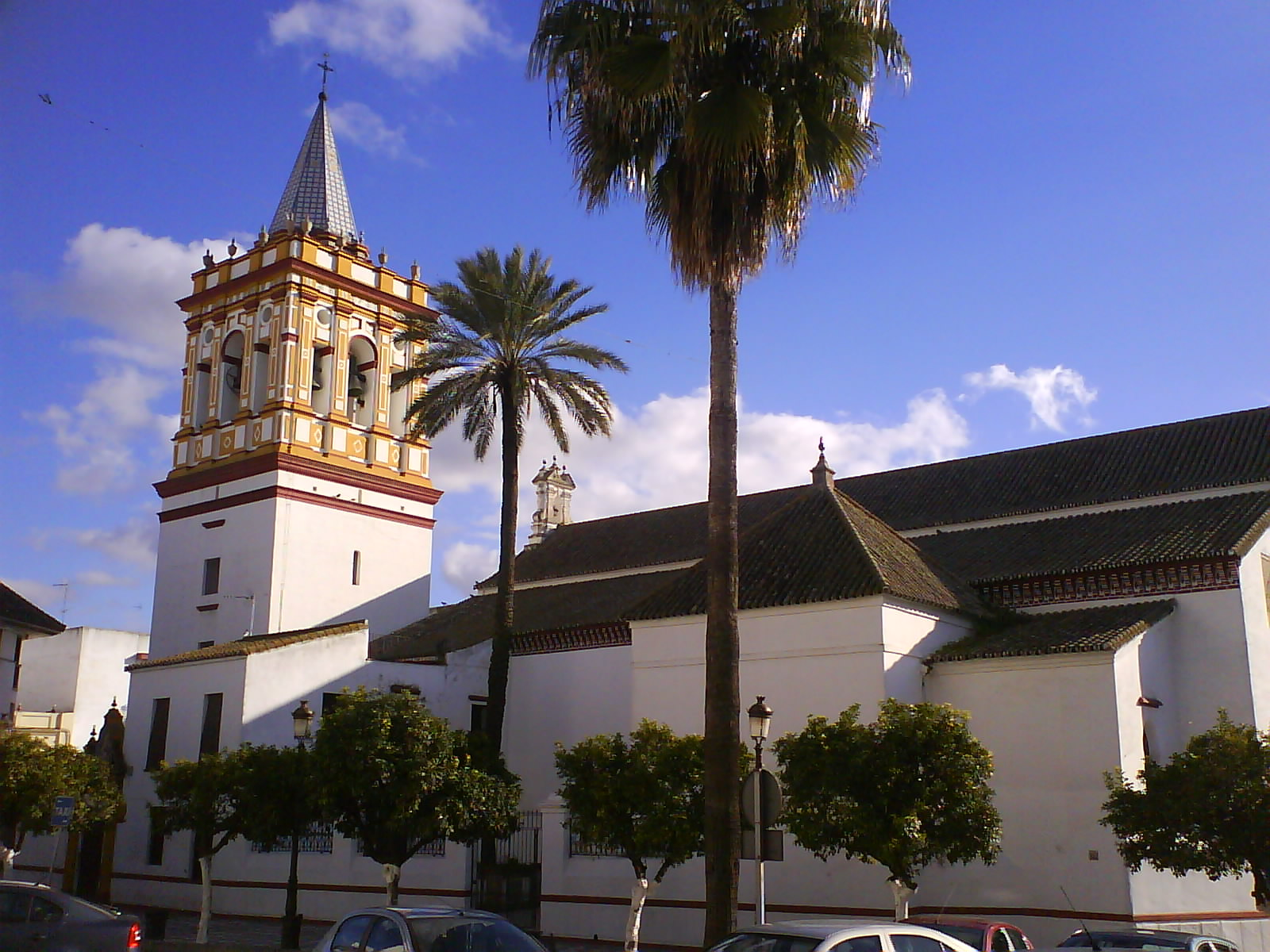
Sanlúcar la Mayor

## Demografia
| Variação demográfica do município entre 1991 e 2004 | Variação demográfica do município entre 1991 e 2004 | Variação demográfica do município entre 1991 e 2004 | Variação demográfica do município entre 1991 e 2004 |
| --------------------------------------------------- | --------------------------------------------------- | --------------------------------------------------- | --------------------------------------------------- |
| 1991                                                | 1996                                                | 2001                                                | 2004                                                |
| 9434                                                | 10412                                               | 10858                                               | 11516                                               |